# Дејан Дабовић
Дејан Дабовић (Херцег Нови, 3. август 1944 — Београд, 6. децембар 2020) био је југословенски ватерполиста, освајач златне медаље на Олимпијским играма 1968. године.

## Спортска биографија
Рођен је 3. августа 1944. године у Херцег Новом. Наступао је за Јадран до 1967. године када је прешао у београдски Партизан. Са београдским саставом је 1968. и 1970. освајао првенство Југославије, а 1968. и 1969. зимско првенство. Са Партизаном је освојио још неколико Куп трофеја, као и трофеј Лиге шампиона. Каријеру је наставио у Приморју а завршио у Соларису.
За репрезентацију Југославије играо је 110 пута и постигао 53 гола. Највећи успех му је освајање златне медаље на Олимпијским играма у Мексико Ситију 1968. године. Има освојено злато и на Медитеранским играма у Измиру 1971. За национални тим је још играо на Светском првенству 1975. у Калију и годину дана касније на Олимпијским играма у Монтреалу.
Након завршетка играчке каријере, бавио се тренерским послом у бројним клубовима у Југославији и Италији. Био је творац генерације Приморја која је створила ватерполисте попут Вујасиновића, Хинића и Бараћа.
Преминуо је 6. децембра 2020. године у Београду после кратке и тешке болести.